# Mini-Mental State Examination
Il Mini-Mental State Examination, o MMSE (Folstein et al., 1975), è un test neuropsicologico per la valutazione dei disturbi dell'efficienza intellettiva e della presenza di deterioramento cognitivo.
Il MMSE è spesso utilizzato come strumento di screening nell'indagine di soggetti con demenza, e con sindromi neuropsicologiche di natura differente.

## Struttura

Pentagoni interconnessi usati nel test

Il test è costituito da semplici domande, che fanno riferimento a sette aree cognitive differenti:
- orientamento nel tempo
- orientamento nello spazio
- registrazione di parole
- attenzione e calcolo
- rievocazione
- linguaggio
- prassia costruttiva

## Interpretazione
Il punteggio totale è compreso tra un minimo di 0 ed un massimo di 30 punti. Un punteggio uguale o inferiore a 18 è indice di una grave compromissione delle abilità cognitive; un punteggio compreso tra 18 e 24 è indice di una compromissione da moderata a lieve, un punteggio pari a 25 è considerato borderline, da 26 a 30 è indice di normalità cognitiva.
Le indicazioni sono comunque orientative, essendo presenti dei fattori di taratura legati all'età ed alla scolarità del soggetto.
Presenta un forte "effetto soffitto": la maggior parte dei soggetti cognitivamente normali, e non, ottiene il punteggio maggiore. Anche persone con un iniziale deterioramento cognitivo, ma con un'alta scolarizzazione possono ottenere un punteggio pari a 29 e 30, non rivelando a questo test alcun deterioramento.
Inoltre è stato costruito essenzialmente sulla base dei sintomi di patologie a esordio funzionale (come ad esempio la malattia di Alzheimer), in un soggetto affetto ad esempio da una patologia ad esordio disesecutivo (come ad esempio la malattia di Parkinson) può non evidenziare alcun deterioramento, se non a stadi molto avanzati della malattia.
La somministrazione e interpretazione dei risultati deve essere effettuata solo da professionisti sanitari formati. 